# 櫻井浩二 インサイト
『櫻井浩二 インサイト』（さくらいこうじ インサイト）はRKBラジオが放送していた朝のニュースワイド番組。
2014年3月31日（月）から2016年7月1日（金）までは『ニュース新発見 インサイト』（ニュースしんはっけん インサイト）として放送していた。
当番組から枝分かれして現在も放送中の金曜版『立川生志 金サイト』（たてかわしょうし きんサイト）についても本頁にて説明する。

## 概要
前番組『中西一清スタミナラジオ』の金曜を担当していた櫻井浩二らがパーソナリティを務めており、「エリアから世界まで」と題し、福岡県・九州内の街ネタから世界の最新ニュースをピックアップして伝える事をコンセプトとしている。
この番組のコメンテーター欄に記載されている出演者のコーナーは番組Webサイト上にてポッドキャストにて配信されている。
2016年3月28日放送回から放送時間が30分前倒しされ、内包番組やコーナー、パーソナリティのラインナップが一部変更された。また、同年4月29日には当番組をベースにした特別番組『RKBラジオ ワイドFM開局記念ホリデースペシャル 昭和新発見!インサイト 昭和言葉にサンキューベリマッチョ』を6:30 - 13:55で放送した。
前述のように2016年7月よりタイトルが変更され櫻井の冠番組となったが、櫻井の出演のない金曜日も「櫻井浩二 インサイト」の名義のまま放送する状態となっていた。しかし、2017年4月より放送時間が30分拡大され6:30 - 9:00の放送になるとともに、それまで金曜に出演していなかった櫻井が全曜日でメインパーソナリティーを務める形に変更した。また、金曜に出演していた下田がメインパーソナリティーを担当する日曜版『インサイト SUNDAY』も開始。さらに10月からインサイトシリーズとして髙橋早紀（月 - 木曜）、鑪加奈（金曜）が担当の『サキドリ インサイト』も開始した。
2021年春の改編ではサキドリ インサイトが終了、また櫻井の出演曜日が再度月曜 - 木曜となり、金曜日のメインパーソナリティには落語家の立川生志が就任。金曜日分のタイトルは『立川生志 金曜日のインサイト』となった。（10月1日放送分からタイトルを『金サイト』ヘ変更。）
『櫻井浩二 インサイト』（月－木）は2022年3月24日（木）に終了。アナウンス部長就任以降離任しているスポーツ実況に櫻井は復帰。なお『立川生志 金サイト』は継続して放送されている（但し出演者は一部変更）。2022年3月28日（月）から『田畑竜介 Grooooow Up』（月－木）が放送されている。

## 放送時間
- 月曜日 - 金曜日 6:30 - 9:00 (JST。2017年4月3日 - )

### 過去の放送時間
- 月曜日 - 金曜日 7:00 - 9:00 (JST。放送開始 - 2016年3月25日)[7][8]
- 月曜日 - 金曜日 6:30 - 8:30 (JST。2016年3月28日 - 2017年3月31日)

## 出演者

### パーソナリティ
肩書きの無い出演者は何れもRKBアナウンサー

#### 終了時
- 櫻井浩二[9]
- 田中みずき[10][注 1][11][12]（月曜日- 木曜日） - 2016年2月1日 -
- 立川生志（落語家）（金曜日） - 2021年4月2日 -
- 髙橋早紀（フリーアナウンサー）（金曜日） - 2017年10月6日 -

#### 過去
- 本庄麻里子 - 2014年3月31日 - 2016年1月31日[注 1][注 2]（全曜日）
- 坂田周大[13]（金曜日） - 2014年4月4日 - 2016年3月25日
- 壽老麻衣（木、金曜日） - 2016年2月1日 - 3月25日[注 1]
- TOM G[注 3][注 4]（ラジオパーソナリティ、ギラヴァンツ北九州スタジアムDJ）（金曜日） - 2016年4月1日 - 2017年3月31日
- 下田文代（RKB報道部記者）（金曜日） - 2017年4月3日 - 9月29日

### 出演者の変遷
| 期間       | 期間       | 男性       | 男性       | 女性       | 女性       | 女性       | 女性       |
| 期間       | 期間       | 月～木担当 | 金曜日担当 | 月・火担当 | 水曜日担当 | 木曜日担当 | 金曜日担当 |
| ---------- | ---------- | ---------- | ---------- | ---------- | ---------- | ---------- | ---------- |
| 2014.03.31 | 2016.01.29 | 櫻井浩二   | 坂田周大   | 本庄麻里子 | 本庄麻里子 | 本庄麻里子 | 本庄麻里子 |
| 2016.02.01 | 2016.03.25 | 櫻井浩二   | 坂田周大   | 田中みずき | 田中みずき | 壽老麻衣   | 壽老麻衣   |
| 2016.03.28 | 2017.03.24 | 櫻井浩二   | TOM G      | 田中みずき | 田中みずき | 田中みずき | 田中みずき |
| 2017.03.27 | 2017.09.29 | 櫻井浩二   | 櫻井浩二   | 田中みずき | 田中みずき | 田中みずき | 下田文代   |
| 2017.10.02 | 2021.03.26 | 櫻井浩二   | 櫻井浩二   | 田中みずき | 田中みずき | 田中みずき | 高橋早紀   |
| 2021.03.29 | 2021.09.24 | 櫻井浩二   | 立川生志   | 田中みずき | 田中みずき | 田中みずき | 高橋早紀   |
| 2021.09.27 | 2022.03.25 | 櫻井浩二   | 立川生志   | 本田奈也花 | 高橋早紀   | 田中みずき | 田中みずき |

### コメンテーター

#### ニュースインサイト
- 月曜：鈴木哲夫（政治ジャーナリスト）
- 火曜：飯田泰之（明治大学政治経済学部准教授）
- 水曜：潟永秀一郎（サンデー毎日編集長）
- 木曜：※以下毎日新聞の海外支局長が週替わりで出演
小倉孝保（ロンドン支局長）／ 及川正也（ワシントン支局 北米総局長）／西岡省二（中国総局長）
- 金曜：坂田周大※今日感ニュースとの連動企画として2017年10月から再度出演

#### インサイトコラム
- 月曜：※以下コメンテーターが週替わりで出演
元村有希子（毎日新聞 デジタル報道センター編集委員）[注 5][14]／森永卓郎（経済アナリスト）※元村、森永以外はその時々に地元で活動する人をピックアップしてインタビュー
- 火曜：古谷経衡（評論家、著述家）2016年1月 - [15][16]
- 水曜：常見陽平（働き方評論家） - 2018年8月1日 -
- 木曜：ケビン・クローン（国際コラムニスト） - 2017年10月5日 -
- 金曜：※以下芸能リポーターと原田が週替わりで出演
 井上公造[注 6]／川内天子／長谷川まさ子／原田曜平（博報堂ブランドデザイン若者研究所リーダー）

#### インサイトカルチャー
- 月曜：安枝新悟（西日本スポーツ スポーツ本部運動部次長[17]）
- 火曜：生島淳（スポーツジャーナリスト）
- 水曜：玉木正之（スポーツライター）
- 木曜：藤谷英志（講談社 THE NIKKEI MAGAZINE STYLE Ai編集長、元メディア事業局企画制作部担当部長）  - 2017年10月5日 -
- 金曜：※以下コメンテーターが週替わりで出演
／徳永圭子（丸善 博多店）／加来耕三（歴史家）／茅真優子（カルチュア・コンビニエンス・クラブカンパニー商品本部コミュニケーション企画ユニット）／中島理恵（ラジオパーソナリティ・リポーター）

### コーナー担当
- TOM G[注 4]（ラジオパーソナリティ）、全曜日※ワンポイントイングリッシュ担当

### 過去出演者

#### インサイトコラム
- 池上彰（ジャーナリスト）[注 7]
- 勝谷誠彦（コラムニスト）2014年4月1日 - 9月23日[注 8]
- 吉岡忍（ノンフィクション作家） 2014年10月7日 -
- 南野森（九州大学法学部・大学院法学研究院教授）[注 9]2015年9月22日 -
- 青山繁晴（当時：独立総合研究所 代表取締役社長）- 2014年4月1日 - 2016年7月23日[注 10]
- 鳥丸聡（エコノミスト、シンクタンク・バードウイング代表 - 2014年4月3日 - 2017年9月28日 [注 11][18]、長崎県立大学教授）
- 舛添要一（元東京都知事）[注 12]
- あべかすみ
- 菅野完（活動家、著述家） - 2017年10月4日 - 2018年7月25日

#### ニュースインサイト
- 竹島史浩（RKB毎日放送 社会情報部副部長[19]）[20]

#### インサイトカルチャー
- 木曜：小山武明（ゴルフ解説者）   - 2017年10月5日

#### スペシャルインサイト
その時旬な人へ1週間に渡りインタビューをするコーナー。また、インタビュー以外にも地元の様子のレポートや福岡以外の都市の街ネタを取上げている。
過去インタビュー出演のコメンテーターは以下になる。
- 荻上チキ（評論家）※2014年4月第1週
- 斎藤貴男（ジャーナリスト）[21]2014年4月第2週、12月第2週
- 大倉幸宏（コピーライター）※2014年4月第3週
- 海江田万里（民主党代表）、松野頼久（日本維新の会国会議員団幹事長） ※海江田：2014年6月24日、松野：2014年6月26日
- 堀江貴文（実業家）※2014年10月第2週
- 山田孝男（毎日新聞特 特別編集委員）[21]※2014年12月第1週
- 竹田恒泰（作家）[21]※2014年12月第1週
- 後藤謙次（政治ジャーナリスト）[21]※2014年12月第1週
- 石井光太（ノンフィクション作家）[21]※2014年12月第1週
- 古賀茂明（元経済産業省官僚）[21]※2014年12月第2週
- 井上和彦（軍事ジャーナリスト）[22]※2014年12月15、16日
- 青木理（ジャーナリスト）[22]※2014年12月17、18日
- 萱野稔人（津田塾大学教授）[23]※2015年3月30、31日

#### リポーター
- 加藤淳也
- 茅原あいり

### タイムテーブル
2021年4月現在。
6:37 インサイトエクスプレス
6:45 歌のない歌謡曲（フロート番組）
7:11 ファーストインサイト
7:16 インサイト・ザ・ワールド
7:30 スポーツインサイト
7:40 スペシャルインサイト
8:00 日本全国8時です（フロート番組）
8:14 インサイトアラカルト
8:29 インサイトカルチャー
8:41 インサイトコラム

## 立川生志 金サイト

### 番組概要
『櫻井浩二 インサイト』の金曜版として2021年4月に放送開始。落語家らしいウィットを交えつつ1週間の出来事を振り返るというコンセプトで、時事問題をテーマに生志が小噺を披露するコーナー「金曜インサイ亭」が目玉となっている。なお、前述の通り『インサイト』が終了したので2022年4月からは事実上独立した番組となっている。

### 放送時間
- 金曜日 6:30 - 9:00（JST。2021年4月2日〜）

### パーソナリティ
- 立川生志
- 髙橋早紀

### タイムテーブル
2021年4月現在。
6:37 インサイトエクスプレス
6:45 歌のない歌謡曲（フロート番組）
7:11 インサイトウイークエンダー
7:16 インサイト・ザ・ワールド
7:30 ショウスポ
7:40 世の中こげん面白かばい!
8:00 日本全国8時です（フロート番組）
8:14 インサイトアラカルト
8:29 インサイトカルチャー
8:41 金曜インサイ亭

## インサイトSUNDAY

### 番組概要
『櫻井浩二 インサイト』の日曜版。2017年春に放送開始したが1年後に終了。

### 放送時間
- 日曜日 8:00 - 9:30（JST。2017年4月2日〜2018年4月1日）

### パーソナリティ
- 下田文代

### タイムテーブル
8:07 ニュースインサイト
8:35 下田文代のビタミンチャージ （フロート番組）。
9:05 ワンポイントイングリッシュ

## サキドリ インサイト

### 番組概要
『RKBはやおきラジオ』に代わって2017年10月2日に放送開始。
RKBの早朝番組は『ハガキでおはよう』時代から録音番組として編成されてきたが、当番組から生放送に転換、ニュースや天気を内包している。

### 放送時間
- 月〜金 5:00 - 5:20（JST。2017年10月2日〜）

なお2019年12月〜2020年5月の間は『人生最後のアイ・ラブ・ユー』の放送に伴い5分短い5:15までの放送だった。 

### パーソナリティ
- 鑪加奈 月曜 - 木曜、放送開始〜[25]（フリーアナウンサー、元熊本朝日放送アナウンサー）
- 堤千春 金曜、2018年4月〜

### 過去のパーソナリティ
- 髙橋早紀 放送開始〜2018年3月、月曜 - 木曜（フリーアナウンサー）